# شفيقة علي الخطيب
شفيقة علي الخطيب (1930 – نحو 2020) هي كاتبة وباحثة اجتماعية عراقية، تُعد أول باحثة اجتماعية في العراق. اشتهرت بدراساتها حول الأسرة العراقية، وبكونها رائدة في مجال الخدمة الاجتماعية منذ خمسينيات القرن العشرين. عملت في وزارات ومؤسسات حكومية عدة، منها المحكمة الشرعية الجعفرية، وساهمت في حل النزاعات الأسرية والحفاظ على التماسك الاجتماعي.

## النشأة والتعليم
وُلدت شفيقة علي الخطيب في بغداد عام 1930. التحقت بـكلية الملكة عالية، وتخرجت منها عام 1953 بدرجة امتياز في تخصص الخدمة الاجتماعية، لتكون أول امرأة عراقية تنال شهادة البكالوريوس في هذا المجال.
حصلت لاحقاً على دبلوم عالٍ في التنمية الاجتماعية من مصر، وقدمت بحثاً بعنوان "تأثير وسائل الإعلام على الجمهور"، نالت عنه لقب أخصائية تنمية المجتمع.

## المسيرة المهنية
بعد تخرجها، عُيّنت في وظائف مختلفة في وزارات عراقية، وعملت لفترة كباحثة في المحكمة الشرعية الجعفرية، حيث تخصصت في دراسة مشاكل الأسرة وحل النزاعات الزوجية. كما أسهمت في تقديم استشارات اجتماعية لمؤسسات حكومية، وسعت إلى تطوير السياسات الاجتماعية الداعمة للأسرة العراقية.

## الإرث والتكريم
وثّق المؤرخ عادل تقي عبد البلداوي سيرتها وإنجازاتها في كتاب بعنوان أوراق شفيقة علي الخطيب – أول باحثة اجتماعية في العراق، الذي صدر عام 2018، وجرى توقيعه في معرض بغداد الدولي للكتاب. يتضمن الكتاب سيرتها الذاتية ووثائق وصوراً أرشيفية من مسيرتها المهنية.

## الوفاة
توفيت شفيقة علي الخطيب في عمّان نحو عام 2020 عن عمر ناهز التسعين عاماً.